# Esmeralda (Rio Grande do Sul)
Esmeralda is een gemeente in de Braziliaanse deelstaat Rio Grande do Sul. De gemeente telt 3.383 inwoners (schatting 2009).